# Muzeum Przyrody w Olsztynie
Muzeum Przyrody w Olsztynie – muzeum o profilu przyrodniczym utworzone w roku 2000 w oparciu o zbiory oraz pracowników Działu Przyrody Muzeum Warmii i Mazur, który rozpoczął funkcjonowanie w 1951 roku. jeden z oddziałów Muzeum Warmii i Mazur, znajdujący się w Olsztynie.
Siedzibę muzeum stanowi secesyjny pałacyk z końca XIX wieku.

## Zbiory
W  zbiorach muzeum zgromadzono dotąd ok. 18900 eksponatów. Zaczątkiem kolekcji były  okazy „poniemieckie” zgromadzone w terenu Warmii i Mazur. Składało się na nie 38 okazów zoologicznych, około 300 eksponatów geologicznych oraz dobrze zachowany zielnik H. Steffena liczący ok. 460 kart z alegatami. Prócz zbiorów zoologicznych, botanicznych i geologicznych. w kolekcji znajdują się również mapy Prus z początku XX wieku.
Odwiedzającym udostępniona jest również stała wystawa pt. „Zwierzęta Warmii i Mazur”. Muzeum prowadzi także działalność naukowo-badawczą oraz edukacyjno-popularyzatorską.